# Iliciovca, Florești
Iliciovca (Nicolăești) este satul de reședință al comunei cu același nume  din raionul Florești Republica Moldova.

## Istorie
Satul Iliciovca a fost întemeiat de băjenari ucraineni stabiliți pe moșia boierului Costache Russo. Prima atestare documentară datează din anul 1888. În 1921 a fost construită biserica din lemn cu hramul Sf. Simeon Stâlpnicul. În 1933 avea 1.286 de locuitori. Până în 1964, satul s-a numit Nicolaevca.

## Demografie

### Structura etnică
Structura etnică a satului conform recensământului populației din 2004:
| Grup etnic       | Populație | % Procentaj |
| ---------------- | --------- | ----------- |
| Ucraineni        | 1.124     | 76,31%      |
| Moldoveni/Români | 319       | 21,66%      |
| Ruși             | 23        | 1,56%       |
| Bulgari          | 3         | 0,2%        |
| Polonezi         | 1         | 0,07%       |
| Alții            | 3         | 0,2%        |
| Total            | 1.473     | 100%        |